# 傑克遜·佩斯
傑克遜·佩斯（英語：Jackson Pace；1999年2月19日—）是一位美國演員，出生在佛羅里達。他最著名的作品是國土安全。

## 外部連結
- 傑克遜·佩斯在互联网电影资料库（IMDb）上的資料（英文）